# Battaglia della Maddalena
La battaglia della Maddalena o battaglia di La Maddalena venne combattuta tra il 9 e il 13 settembre 1943, nell'ambito dei più vasti eventi dell'operazione Achse della seconda guerra mondiale.
Subito dopo l'annuncio dell'armistizio tra l'Italia e gli Alleati la sera dell'8 settembre 1943, i reparti della Wehrmacht tedesca stanziati in Sardegna attuarono il piano di contingenza da tempo previsto per questa circostanza, ritirandosi ordinatamente verso il nord dell'isola per iniziare l'evacuazione in Corsica attraverso le acque delle Bocche di Bonifacio; in questo contesto rivestiva notevole importanza la cattura dell'isola di La Maddalena, dove aveva sede un'importante base navale della Regia Marina italiana e dove erano impiantate numerose batterie di artiglieria costiera e antiaerea che potevano potenzialmente interferire con l'evacuazione dei tedeschi. Approfittando della confusione che regnava nei comandi italiani, presi alla sprovvista dall'annuncio dell'armistizio, un reparto tedesco catturò quindi, con un colpo di mano, le località chiave della base di La Maddalena la mattina del 9 settembre; il comandante delle forze navali italiane in Sardegna, ammiraglio Bruno Brivonesi, e il comandante delle difese dell'isola, ammiraglio Aristotele Bona, furono presi prigionieri, ma la reazione di alcuni reparti impedì ai tedeschi di prendere completamente possesso dell'isola.
Organizzati da alcuni ufficiali inferiori come il maggiore Renato Barsotti e il capitano di vascello Carlo Avegno (poi caduto negli scontri), i reparti italiani organizzarono un contrattacco il 13 settembre, ricatturando buona parte delle posizioni perdute e facendo prigionieri numerosi tedeschi; accordi tra gli alti comandi portarono poi alla pacifica evacuazione delle unità della Wehrmacht da La Maddalena, completata il 16 settembre. 

## Antefatti

### Dal 25 luglio all'8 settembre
Collocata in posizione strategica per il controllo delle Bocche di Bonifacio tra la Sardegna e la Corsica, sin dal XVIII secolo l'isola di La Maddalena era stata designata come base militare del Regno di Sardegna e dotata di fortificazioni difensive; caduta in disuso nel 1857, la base militare fu riattivata nel 1887 dal neonato Regno d'Italia come centro operativo per azioni nelle acque del Mar Tirreno, e dotata nei successivi dieci anni di strutture di rifugio, rifornimento e riparazione per le unità della Regia Marina nonché di nuove e moderne fortificazioni difensive. Il sistema difensivo fu ammodernato e rafforzato negli anni 1920, quando La Maddalena fu classificata come Base Navale di 2º categoria e designata come sede di una stazione di sommergibili oltre che di un arsenale marittimo; nel corso della seconda guerra mondiale, la base svolse compiti di supporto logistico per le unità italiane impegnate nella battaglia del Mediterraneo contro gli Alleati.
Il 25 luglio 1943Benito Mussolini  venne deposto e rimpiazzato alla guida del governo dal maresciallo d'Italia Pietro Badoglio. Dopo un periodo di detenzione a Ponza, lo stesso Mussolini fu poi portato, il 7 agosto, nei locali di Villa Webber a La Maddalena, ritenuti un luogo più sicuro e isolato per prevenire tentativi di liberazione da parte dei tedeschi; dopo movimenti sospetti da parte di militari tedeschi nell'isola, effettivamente intenti a raccogliere notizie circa il luogo dove Mussolini era detenuto, l'ex dittatore fu poi portato via da La Maddalena il 28 agosto e trasferito nella sua ultima prigione, il rifugio di Campo Imperatore sul Gran Sasso. Benché professasse pubblicamente l'intenzione di continuare la guerra a fianco della Germania nazista, il nuovo governo Badoglio avviò ben presto trattative segrete con gli Alleati per arrivare a un'uscita dell'Italia dal conflitto in corso; le trattative sfociarono poi, non senza fraintendimenti e ritardi, nella stipula il 3 settembre 1943 dell'armistizio di Cassibile, tenuto per il momento segreto. Gli alti comandi italiani iniziarono quindi i preparativi per gestire lo sganciamento dall'alleanza con i tedeschi e l'applicazione dell'armistizio, anche se sulla base dell'idea, rivelatasi poi erronea, che l'annuncio di quest'ultimo sarebbe avvenuto tra il 10 e il 15 settembre. Nonostante le clausole armistiziali specificamente rivolte alla flotta (il cosiddetto "Promemoria Dick") prevedessero il trasferimento delle navi italiane in porti controllati dagli Alleati, l'alto comando della Regia Marina concepì autonomamente un piano per spostare da La Spezia a La Maddalena il corpo centrale della flotta da battaglia; due cacciatorpediniere furono poi dislocati a Civitavecchia con l'intenzione di prendere a bordo il re, la famiglia reale e gli esponenti chiave dell'esecutivo per portarli anch'essi a La Maddalena, dove avrebbero costituito un centro di governo lontano dalla minaccia dei tedeschi e dal controllo degli Alleati. Questo proposito fu poi cancellato dopo che, la mattina dell'8 settembre, gli Alleati ebbero comunicato la loro contrarietà al trasferimento della flotta a La Maddalena e richiesto la pronta applicazione delle clausole armistiziali; il capo di stato maggiore della forze armate, generale Vittorio Ambrosio, e quello della Regia Marina, ammiraglio Raffaele de Courten, continuarono comunque a insistere sull'idea di trasferire le navi da battaglia italiane a La Maddalena, anche come modo per vincere le resistenze del comandante della flotta, ammiraglio Carlo Bergamini, che invece era più che riluttante a consegnare le sue navi in porti controllati dagli Alleati.
Alle 18:30 dell'8 settembre la Radio di Algeri, controllata dagli Alleati, diede pubblico annuncio dell'entrata in vigore dell'armistizio di Cassibile; la notizia fu poi confermata da Badoglio stesso tramite la lettura, alle 19:42, di un proclama dai microfoni dell'EIAR. La notizia dell'armistizio colse completamente di sorpresa i comandi militari italiani ovunque dislocati, non da ultimo il responsabile del Comando Militare Marittimo Autonomo della Sardegna, ammiraglio Bruno Brivonesi, il cui quartier generale era collocato a La Maddalena: Brivonesi aveva incontrato de Courten la mattina di quello stesso 8 settembre a Roma, ma questi, senza fare alcun riferimento all'armistizio imminente, gli aveva comunicato solo generiche istruzioni di attenersi ai piani di difesa della Sardegna elaborati dal comandante in capo delle truppe italiane nell'isola, il generale Antonio Basso; Brivonesi era poi ripartito per La Maddalena recando con sé gli ordini da consegnare a Bergamini una volta che la flotta fosse giunta nell'isola.

### I piani degli italiani e dei tedeschi

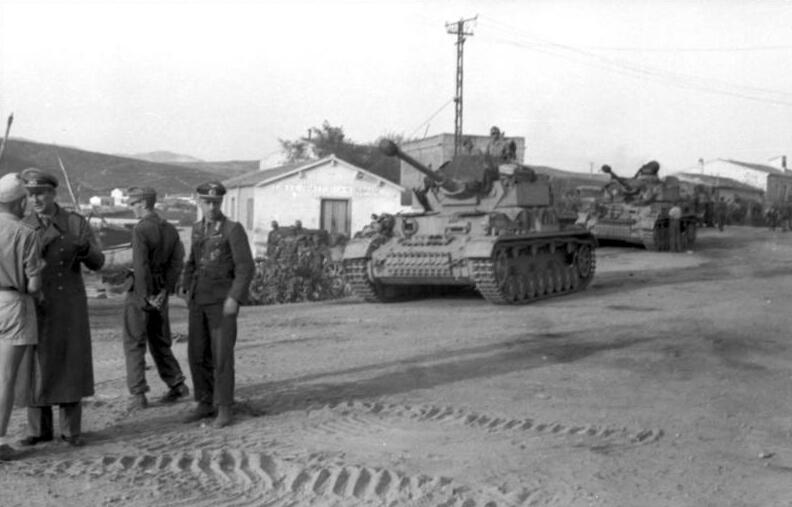
Carri e truppe tedesche a Palau durante l'evacuazione del settembre 1943

Brivonesi era la più alta autorità della Regia Marina in Sardegna, ma era gerarchicamente subordinato al generale Basso, responsabile di tutte le operazioni militari sul territorio sardo; visto che Brivonesi rispondeva anche direttamente allo stato maggiore della Marina (Supermarina), ciò causava spesso sovrapposizioni di ordini e contraddizioni. Il comando delle difese dell'isola di La Maddalena era affidato all'ammiraglio Aristotele Bona, la base navale era al comando del capitano di vascello Carlo Avegno e l'arsenale era diretto dal colonnello del genio navale Giovanni Battista Ferracciolo.
Al momento dell'armistizio le forze navali alla fonda nell'isola erano alquanto ridotte, composte come erano dalle corvette Minerva e Danaide, dal sommergibile Filippo Corridoni e dalla nave appoggio Antonio Pacinotti. Il presidio dell'isola era affidato ai fanti del 391º Battaglione costiero, schierati principalmente lungo la linea della costa, mentre il pur numeroso personale di Marina della base era per buona parte privo di addestramento al combattimento e anche delle armi per opporre qualsiasi resistenza. La Maddalena era circondata da batterie di artiglieria antinave e antiaerea (dislocate anche nella vicina isola di Caprera), servite in parte dal personale della Marina e in parte da quello della 3ª Legione della Milizia marittima di artiglieria (MILMART); il personale di quest'ultima unità, proveniente dai ranghi della Milizia Volontaria per la Sicurezza Nazionale, era visto con sospetto da Brivonesi che ne temeva le simpatie fasciste e i frequenti contatti con i tedeschi presenti sull'isola. Le batterie erano organizzate in quattro comandi: il Gruppo Nord con cinque batterie contraeree (tutte della MILMART) e tre antinave (due della MILMART e una della Marina); il Gruppo Est con cinque batterie contraeree (tre della MILMART e due della Marina) e tre antinave (una della MILMART e due della Marina); il Gruppo Sud con cinque batterie antiaeree (due della MILMART e tre della Marina); e il Gruppo Ovest con una batteria antiaerea e quattro antinave (tutte della MILMART). Il tiro dei cannoni antiaerei era diretto dal comando DICAT (Difesa Contraerea Territoriale) collocato sull'altura di Sasso Rosso, mentre quello dei pezzi antinave era diretto dal comando FAM (Fronte A Mare) collocato sulla collina di Guardia Vecchia. Vi era poi anche un distaccamento di Reali carabinieri, con una stazione presso l'arsenale, una tenenza nell'abitato di La Maddalena e un comando di polizia militare presso il Comando Marina. La maggior parte della popolazione dell'isola era stata sfollata all'interno della Sardegna dopo il devastante bombardamento alleato che aveva colpito la base navale il 10 aprile 1943; al settembre 1943 erano rimasti a La Maddalena solo pochi civili impiegati nelle strutture della base o incaricati dei servizi essenziali, oppure rimasti ad abitare in qualche casolare isolato.
Il 3 settembre era stata recapitata al generale Basso la Memoria OP 44, ordine emanato dal Comando supremo militare italiano per preparare i principali comandi del Regio Esercito allo sganciamento dell'alleanza con i tedeschi. Il 6 settembre Basso rese note le disposizioni elencate nella memoria ai suoi principali subordinati: in modo abbastanza generico, la "Memoria" stabiliva per i comandi italiani della Sardegna e della Corsica l'ordine di prendere il pieno controllo delle isole e di mettere fuori gioco le truppe tedesche qui presenti ma, senza indicazioni precise sul tempo in cui dare attuazione a queste disposizioni, gli ufficiali si lasciarono con la sensazione che avrebbero avuto a disposizione un congruo periodo per prepararsi all'azione. In tale contesto, Brivonesi aveva chiesto a Basso l'invio a La Maddalena almeno di un altro battaglione di fanteria con cui costituire una forza di manovra all'interno dell'isola, e del resto la possibilità che il re e il governo si trasferissero lì aveva già portato il generale a predisporre l'invio di truppe meglio addestrate per rinforzare il presidio; il movimento dei primi reparti era stato però fissato per il 9 settembre, giungendo così troppo in ritardo.
Se i comandi italiani si dibattevano nell'incertezza e nella sorpresa, i tedeschi avevano invece le idee chiare. Sin dalla deposizione di Mussolini, l'alto comando della Wehrmacht aveva avviato i preparativi per disarmare le truppe italiane e prendere il possesso delle località da loro presidiate, secondo un piano di massima (poi denominato "operazione Achse") elaborato sin dal maggio 1943. Con riferimento alla Sardegna e alla Corsica, il comando tedesco aveva deciso di non tentare di impossessarsi le due isole, prive di risorse strategiche e in posizione difficile da difendere: quando l'Italia avesse rotto l'alleanza con la Germania, i reparti presenti in Sardegna dovevano ripiegare in Corsica e da qui essere evacuati sulla terraferma italiana. Il comandante delle forze tedesche in Sardegna, generale Carl Hans Lungershausen, era più che intenzionato a dare attuazione a questi ordini, visto che le sue truppe (la 90. Panzergrenadier-Division e alcuni reparti autonomi) per quanto ben equipaggiate con carri armati e veicoli si trovavano in schiacciante inferiorità numerica (circa 30000 tedeschi contro 128000 italiani); subito dopo l'annuncio dell'armistizio, quindi, Lungershausen si recò immediatamente al quartier generale di Basso e si mise a trattare. I due generali raggiunsero rapidamente un accordo: in cambio dell'astensione dei tedeschi dal commettere qualsiasi atto di ostilità, Basso concesse a Lungershausen di far ritirare tutti i suoi reparti nel nord dell'isola attraverso l'itinerario Oristano - Macomer – Ozieri – Tempio Pausania e di avviare il loro traghettamento in Corsica attraverso i porti di Santa Teresa di Gallura, Palau e Porto Pozzo. Il movimento delle truppe tedesche attraverso la Sardegna prese il via nelle prime ore del 9 settembre, caratterizzandosi tuttavia per alcuni incidenti isolati con i reparti italiani sparsi ovunque nell'isola; cosa più grave, tuttavia, era che Lungershausen non aveva alcuna intenzione di traghettare in Corsica senza prima essersi assicurato la neutralizzazione delle postazioni di artiglieria italiane sui due lati delle Boche di Bonifacio: mentre i reparti tedeschi presenti in Corsica si sarebbero assicurati il controllo di Bonifacio, quelli in Sardegna dovevano impossessarsi di La Maddalena.

## La battaglia

### Il colpo di mano del 9 settembre

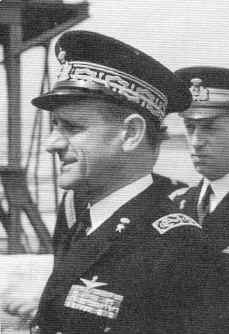
L'ammiraglio Bruno Brivonesi

All'8 settembre 1943 i tedeschi mantenevano solo ridotti contingenti sull'isola di La Maddalena: nuclei di specialisti assegnati al semaforo e alla stazione meteorologica sull'altura di Guardia Vecchia, al deposito siluri di Villamarina, al deposito viveri  presso l'Ospedale Garibaldi, al deposito carburante di Spalmatore e a una stazione radio nella cittadina di La Maddalena. Personale tedesco serviva due batterie di artiglieria costiera (denominate "Stresa" e "Greta") collocate sulla costa sarda prospiciente La Maddalena; in porto si trovavano poi vari mezzi navali della Kriegsmarine, tra cui quattro motozattere, una motosilurante, due dragamine e due motobarconi, oltre a una motocisterna in riparazione all'arsenale. Un ufficiale di marina, il capitano di fregata Helmut Hunaüs (o Uneus), fungeva da collegamento tra i tedeschi e il comando italiano dell'isola.
Brivonesi rientrò nel suo comando a La Maddalena alle 20:15 dell'8 settembre, venendo solo allora messo al corrente dell'annuncio dell'armistizio; l'ammiraglio ordinò subito a tutti i militari italiani di rimanere consegnati ai loro posti, ma non prese altri provvedimenti contro i tedeschi. La mattina del 9 settembre fu caratterizzata per Brivonesi dall'accavallarsi di ordini contraddittori: il generale Basso gli diede notizia dell'intesa raggiunta con Lungershausen e gli ordinò di non contrastare il passaggio dei tedeschi in Corsica; contemporaneamente, Supermarina ordinò all'ammiraglio di «fare ogni sforzo per sottrarre mezzi bellici ai tedeschi», in attuazione delle clausole dell'armistizio il cui testo fu comunicato a Brivonesi alle 11:00. Tra le 10:20 e le 12:10 Brivonesi emise quindi una serie di disposizioni per prepararsi: le postazioni di artiglieria italiana ricevettero l'ordine di non contrastare alcuno sbarco di reparti anglo-statunitensi, ma di approntarsi e di prepararsi a sparare sulle batterie tedesche schierate lungo la costa sarda, all'ordine del comando o immediatamente se i tedeschi avessero aperto per primi il fuoco; le corvette Minerva e Danaide mollarono gli ormeggi e furono schierate davanti alla rada di La Maddalena con l'ordine di bloccare i movimenti delle navi tedesche, anche se ancora con la disposizione di «sparare solo se attaccate». Alle 11:45 Brivonesi convocò i suoi principali sottoposti al Circolo ufficiali per informarli sulla situazione in atto; il discorso dell'ammiraglio, poi aspramente criticato da alcuni degli ufficiali presenti, non contenne alcun appello a prendere le armi contro i tedeschi ma solo raccomandazioni in merito all'obbedienza e alla disciplina dei reparti. Rientrato nella palazzina del Comando Marina, alle 12:25 Brivonesi si trovò di fronte il capitano Hunaüs che gli comunicò che l'edificio era ora sotto il controllo dei suoi uomini e che tutti i militari presenti erano da considerarsi agli arresti.
L'azione dei tedeschi fu estremamente rapida, giovandosi pienamente dello stato di impreparazione e incertezza in cui versavano gli italiani. Un contingente di circa 200 uomini della 16ª Compagnia paracadutisti del 4º Reggimento "Brandenburg" al comando del colonnello Ranke, ufficiale che giusto pochi giorni prima aveva compiuto una visita a La Maddalena ispezionando attentamente le postazioni italiane, arrivò da Palau a bordo di alcune imbarcazioni d'assalto e si assicurò senza colpo ferire le località chiave della base: oltre al palazzo del comando, dove sia Brivonesi che l'ammiraglio Bona vennero fatti prigionieri, i tedeschi si impossessarono della sede protetta del Comando Marina, del semaforo di Guardia Vecchia, della stazione radiotelegrafica di Isola Chiesa, del Commissariato, dei comandi FAM e DICAT di Guardia Vecchia e Sasso Rosso e dell'ospedale militare; gli ufficiali che avevano appena ascoltato il discorso di Brivonesi, trattenutisi al Circolo per pranzare, vennero tutti catturati dai tedeschi che irruppero nell'edificio, mentre postazioni di mitragliatrici venivano piazzate nei punti da dove tenere sotto controllo le restanti strutture rimaste in mano agli italiani, le vie di accesso all'abitato di La Maddalena e soprattutto le banchine del porto. In molti casi i tedeschi non assaltarono le postazioni italiane ma si presentarono di fronte a esse chiedendone la consegna, giocando sull'assenza di comunicazioni e ordini precisi per i reparti italiani e sulla comunanza ideologica con i militi della MILMART; nei casi in cui la consegna della postazione venne rifiutata i tedeschi non insistettero, ma si appostarono nelle vicinanze presidiando la postazione dall'esterno e assicurandosene indirettamente la neutralizzazione.
La reazione degli italiani all'attacco fu all'inizio incerta: notati i movimenti ostili di navi e truppe tedesche, il capitano di fregata Corvetti, comandante del 7º Gruppo antisommergibili e imbarcato sulla corvetta Danaide, decise di scendere a terra con un motoscafo per conferire direttamente con Brivonesi; trovato il Comando Marina occupato dai tedeschi, Corvetti rientrò a bordo ma rimase a indugiare al largo senza prendere alcuna iniziativa. Nel pomeriggio le corvette Minerva e Danaide, il sommergibile Corridoni e la nave appoggio  Pacinotti ricevettero tutte da Supermarina l'ordine si salpare e dirigere alla volta di Portoferraio, privando della loro presenza le difese della Maddalena. Non tutti i presidi italiani capitolarono però senza opporre resistenza: il distaccamento tedesco inviato a occupare la batteria Trinità venne accolto a colpi di fucile, disarmato e preso prigioniero dagli italiani; all'arsenale il colonnello Ferracciolo si barricò a difesa della struttura, trovando l'appoggio degli operai civili guidati da Costante Castelli, un simpatizzante comunista. Il maggior episodio di resistenza di quel 9 settembre fu portato avanti da due ufficiali inferiori (secondo alcune ricostruzioni, il tenente medico Dettori e il capitano di porto Cesare Ramponi): di fronte all'indecisione del comandante della caserma CREM, i due ufficiali fecero sfondare le porte dell'armeria e distribuirono il suo contenuto a un gruppo di marinai, subito spediti a presidiare il Forte Camicia (ex Forte Carlo Felice). Intorno alle 14:30 il presidio del forte aprì il fuoco su un autocarro carico di tedeschi diretto verso l'arsenale, ingaggiando una sparatoria conclusasi solo l'intervento perentorio di Brivonesi che ordinò di cessare le ostilità; due marinai italiani rimasero uccisi nel combattimento e altri nove vennero feriti, mentre i tedeschi contarono quattro morti e numerosi feriti. Nel pomeriggio Brivonesi negoziò poi con Hunaüs un accordo, in base al quale gli italiani non avrebbero compiuto atti ostili contro i natanti tedeschi in navigazione tra la Sardegna e la Corsica a condizione che i tedeschi stessi mantenessero invariate le posizioni già occupate e non tentassero altri attacchi.
Vi è una certa incertezza tra gli studiosi su come Brivonesi riuscì a comunicare alla flotta da battaglia di Bergamini, salpata da La Spezia nelle prime ore del 9 settembre e giunta ormai in vista di La Maddalena dopo aver costeggiato la Corsica da occidente, di evitare l'approdo nell'isola visto che la base era stata occupata dai tedeschi. Al momento dell'irruzione dei tedeschi nel Comando Marina alle 12:25 il maggiore Renato Barsotti, sottocapo di stato maggiore di Brivonesi e ufficiale di collegamento tra Marina ed Esercito a La Maddalena, era al telefono con il comando della brigata costiera di Tempio Pausania, e poté dare immediatamente notizia del colpo di mano dei tedeschi; alle 13:05 fu invece la corvetta Danaide a segnalare via radio l'avvenuta occupazione tedesca della base, messaggio che fu captato anche dalle navi della flotta da battaglia e che fu confermato da un successivo comunicato radio del generale Basso alle 13:50. In relazioni compilate successivamente da Brivonesi, differenti per alcuni particolari, l'ammiraglio riferì che, dopo aver negoziato la cessazione degli scontri iniziati alle 14:30, con il pieno accordo del capitano Hunaüs poté recarsi alla sede protetta de Comando Marina e comunicare liberamente via telescrivente a Supermarina che La Maddalena era stata occupata. Dopo aver invertito la rotta, alle 15:30 la flotta italiana venne attaccata da aerei tedeschi al largo dell'Asinara: la nave da battaglia Roma venne colpita e affondata con la morte di 1393 membri del suo equipaggio, tra cui lo stesso ammiraglio Bergamini.

### Lo stallo
La mattina del 10 settembre Brivonesi portò a termine, costantemente scortato da Hunaüs e da un drappello di tedeschi armati, un giro di varie postazioni italiane per comunicare agli uomini l'accordo di non belligeranza stabilito con i tedeschi, e ribadire l'ordine di non intraprende azioni ostili contro di loro; le condizioni dell'accordo furono paragonate a una capitolazione quasi totale da parte di molti militari italiani: la visita di Brivonesi, scortato dai tedeschi, fu spesso male accolta dagli uomini, e le sue parole considerate una farsa. A riprova della tensione strisciante tra i due contendenti, quella mattina una batteria di artiglieria italiana (probabilmente quella di Nido dell'Aquila) aprì il fuoco, ufficialmente "per errore", su una motozattera tedesca salpata in direzione di Palau: il natante venne colato a picco e i suoi occupanti dovettero mettersi in salvo a nuoto.
Mentre proseguivano i movimenti di truppe tedesche tra la Sardegna e la Corsica, l'11 settembre la situazione a La Maddalena iniziò a deteriorarsi. Il generale Basso ordinò il ritiro delle truppe italiane dal litorale sardo prospicente l'Arcipelago di La Maddalena; in conseguenza di questi ordini il seniore della MILMART Menotti Belloni consegnò ai tedeschi il controllo di quattro batterie di artiglieria del Gruppo Ovest, dopo che il personale italiano le ebbe abbandonate. Per questo fatto Belloni fu in seguito denunciato al tribunale militare da Brivonesi. Alle 14:00 il generale Lungershausen sbarcò a La Maddalena e conferì con Brivonesi, chiedendo l'immediata consegna di sei batterie di artiglieria dell'isola, l'allontanamento dei reparti italiani dalle restanti batterie e il pieno controllo delle banchine del porto; l'ammiraglio acconsentì all'ultima richiesta ma prese tempo sulle altre due, sostenendo di dover consultare prima il generale Basso. Quello stesso 11 settembre il maggiore Barsotti, non è chiaro se con il consenso di Brivonesi o di sua spontanea iniziativa, iniziò a stendere i primi piani per un'azione di forza contro i tedeschi, prendendo personalmente contatto via telefono o tramite emissari con quegli ufficiali che davano maggiori garanzie di affidabilità, primo tra tutti il capitano Avegno che si era barricato con i suoi marinai presso la caserma Faravelli; i reparti del 391º Battaglione costiero iniziarono a essere ritirati dalle loro postazioni sul litorale per essere concentrati in vista di azioni all'interno dell'isola.
Il 12 settembre vide nuove trattative tra Brivonesi e Lungershausen: autorizzato dal generale Basso, l'ammiraglio concesse ai tedeschi il permesso di installare proprie batterie di artiglieria sulle isole di Santa Maria, Razzoli e Budelli, a nord-ovest di La Maddalena e in buona posizione per proteggere i movimenti navali tedeschi diretti in Corsica, incrementati nel frattempo con l'arrivo di nuove imbarcazioni. Nel mentre, sulla costa sarda nei pressi di Palau, per due volte emissari tedeschi si presentarono al comandante della batteria italiana di Monte Altura pretendendo con insistenza la cessione della postazione, ma le loro richieste vennero in entrambi i casi respinte; per rappresaglia, alle 16:00 i tedeschi confinarono gli ammiragli Brivonesi e Bona nei loro alloggi e interruppero tutti i collegamenti telefonici del Comando Marina. L'arresto degli ammiragli e i movimenti tedeschi intorno a Monte Altura convinsero gli ufficiali italiani ad accelerare i preparativi per una reazione armata. Secondo un resoconto, alle 19:55 Brivonesi riuscì a far recapitare al capitano Avegno, per tramite di un attendente, un messaggio abbastanza criptico, in cui si ordinava «di far subito quella cosa», cosa che Avegno interpretò come un via libera per l'attacco ai tedeschi; la difficoltà a mantenere i collegamenti e coordinare i vari reparti coinvolti convinse comunque gli italiani a rimandare l'inizio delle ostilità alla mattina successiva. L'azione si sarebbe sviluppata con un attacco concentrico in direzione dell'abitato di La Maddalena: reparti di marinai, carabinieri e mitraglieri avrebbero attaccato da ovest, mentre compagnie del battaglione costiero avrebbero attaccato da nord e da est con l'appoggio di fuoco dei marinai appostati nel Forte Camicia e dell'unico cannone del rimorchiatore Porto Quieto, ancorato nei pressi dell'arsenale. I tedeschi appostati nelle postazioni sull'altura di Guardia Vecchia sarebbero stati attaccati da un nucleo del battaglione costiero sostenuto dal fuoco dei cannoni della batteria Trinità.

### La battaglia del 13 settembre

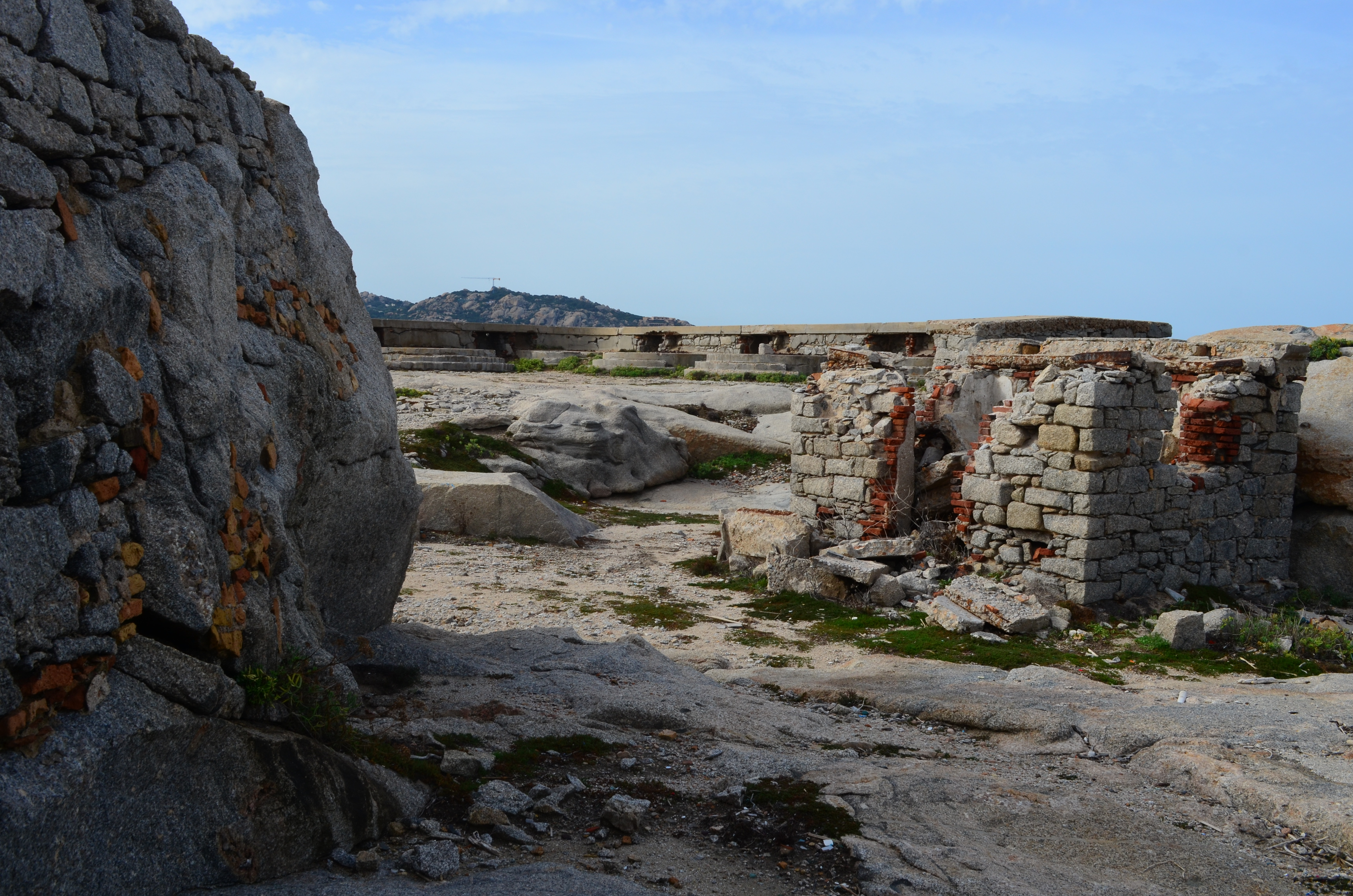
Veduta odierna dei resti della batteria di Punta Tregge

La mattina del 13 settembre i tedeschi misero in atto l'ennesima azione di forza: l'equipaggio di una motozattera italiana ancorata nel porto di La Maddalena venne costretto a scendere e i tedeschi si impossessarono dell'imbarcazione, che venne subito avviata in direzione di Palau per prendere parte alle operazioni di evacuazione dei reparti della Wehrmacht. Alle 08:40 la batteria italiana di Punta Tregge aprì il fuoco sulla motozattera requisita, provocando la risposta delle batterie di artiglieria tedesche appostate sul litorale di Palau. La batteria di Nido d'Aquila aprì il fuoco sui tedeschi, ma dovette interrompersi dopo che entrambe le sue centrali di tiro vennero colpite da proiettili nemici; si unì allora allo sbarramento la batteria Pes di Villamarina - Guardia del Turco, che in breve tempo mise a tacere il tiro dei cannoni tedeschi.
Alle 09:05 la guarnigione italiana di Forte Camicia iniziò il tiro contro le postazioni tedesche su Isola Chiesa, coadiuvata dal cannone del rimorchiatore Porto Quieto. Anche la batteria di Poggio Baccà a Caprera si unì ai combattimenti, mentre non risulta che le altre batterie italiane abbiano partecipato ai combattimenti; secondo una testimonianza, la batteria di Messa del Cervo sparò effettivamente alcuni colpi ma, per volere del suo comandante (un centurione della MILMART), questi furono volutamente diretti fuori bersaglio per non colpire i tedeschi. Protetto dallo sbarramento, il capitano Avegno condusse una compagnia di marinai e carabinieri fuori dalla caserma Faravelli passando a sud di Forte Peticchia con direttrice verso Villa Bianca e la palazzina del Comando Marina; una seconda compagnia di marinai uscì dalla caserma dei sommergibilisti passando a nord dell'ospedale e di Forte Camiciotto, ma fu accolta da un forte fuoco di mortai tedeschi che ne ostacolò l'avanzata. I mortai colpirono duramente anche il Forte Camiccioto, mettendo a tacere le mitragliatrici pesanti che tentavano di coprire l'avanzata dei marinai e causando le prime vittime tra gli italiani (quattro morti e tre feriti). La compagnia di Avegno si trovò ad avanzare su un terreno completamente aperto, e fu duramente colpita dal fuoco tedesco subendo molte perdite: lo stesso capitano Avegno cadde ucciso da una raffica di mitragliatrice mentre accorreva per assistere un ferito.

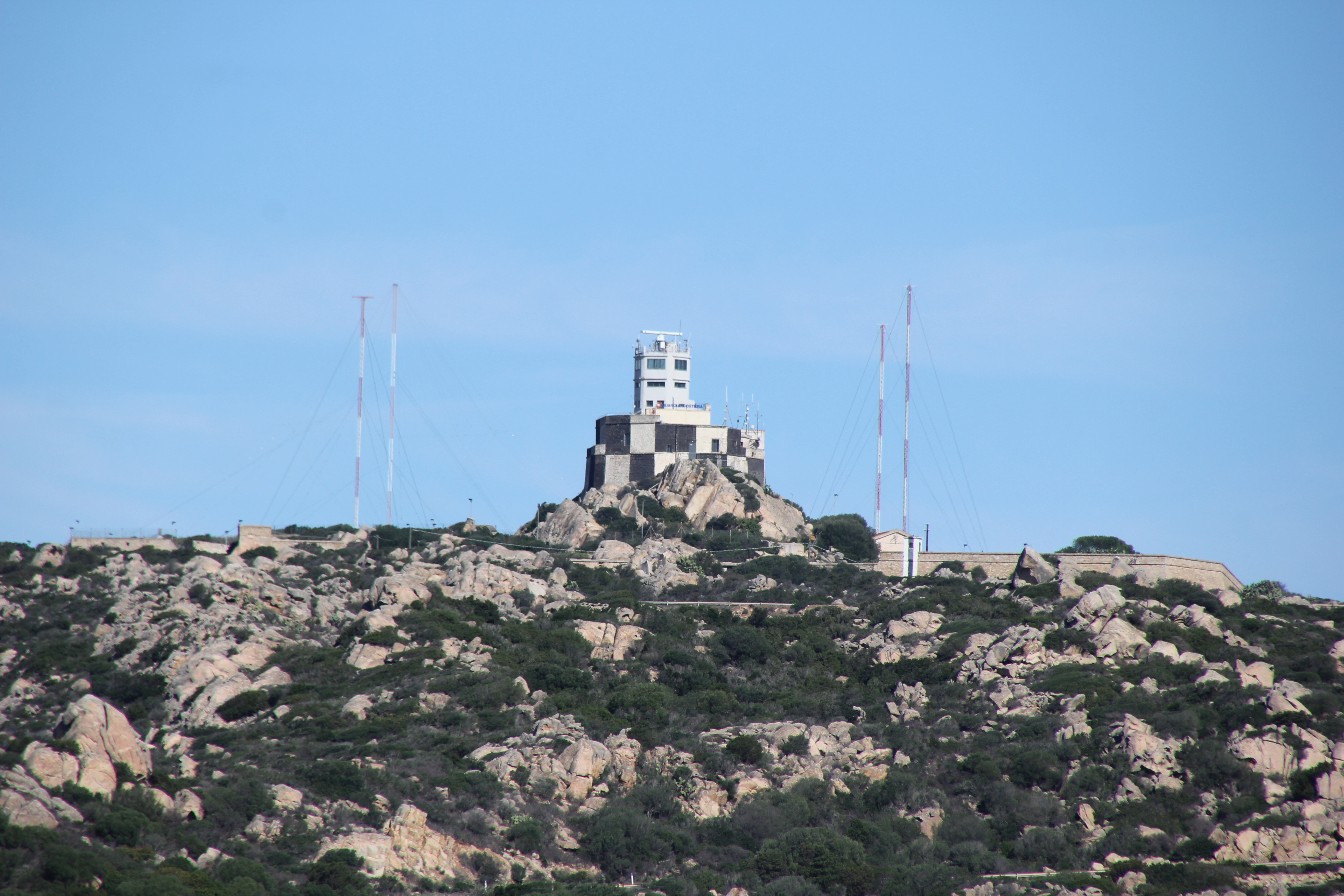
Veduta odierna dell'altura di Guardia Vecchia con la stazione meteorologica

Le compagnie del 391º Battaglione costiero iniziarono l'attacco secondo gli itinerari previsti, anche se con risultati altalenanti. La compagnia incaricata di raggiungere la piazza Comando da nord attraverso Punta Villa e Cardaliò si attestò nei pressi dell'istituto scolastico e qui rimase, inoperosa, fino alla cessazione delle ostilità; altre due compagnie, scese da Punta Villa e Vena Longa, ingaggiarono invece i tedeschi in combattimenti serrati e a distanza ravvicinata tra la fitta vegetazione e gli edifici dell'abitato di La Maddalena. Un reparto di mitraglieri partito da Abbatoggia aggirò da ovest Guardia Vecchia passando per il terreno accidentato dell'interno dell'isola, dopo di che assaltò l'altura da sud intorno alle 10:00; ne seguì un duro combattimento con i tedeschi schierati in posizione dominante sulla cima dell'altura, costretti infine ad arrendersi e deporre le armi. Un'altra colonna di marinai scese da Parco Padule e ingaggiò battaglia con le truppe tedesche asserragliate in alcune palazzine attorno piazza Umberto I.
Alle 10:26 il comandante Bondi al comando DICAT fece trasmettere attraverso le linee telefoniche ancora attive, nonché tramite portaordini, squilli di tromba e lancio di razzi luminosi, l'ordine per i reparti italiani di cessare il fuoco; anche l'ammiraglio Brivonesi, rimesso in condizione di agire da parte dei tedeschi, ribandì più volte dopo le 10:00 l'ordine di interrompere i combattimenti e di rimettere in libertà i tedeschi catturati dagli italiani: ufficiali furono inviati, a bordo di auto munite di bandiera bianca, in lungo e in largo per l'abitato di La Maddalena per ribadire l'ordine di cessate il fuoco. Queste disposizioni furono male accolte dai reparti italiani, e la battaglia continuò ad andare avanti frantumandosi però in una miriade di episodi slegati tra di loro, senza più uno schema generale e con momenti di calma che si alternavano a scoppi improvvisi di ostilità violente. Un acceso scontro avvenne nei pressi del Comune, e numerosi presidi tedeschi furono infine costretti alla resa; i tedeschi furono costretti ad attestarsi nella zona del porto, mentre gli italiani riuscirono a liberare il Comando Marina e la stazione radiotelegrafica. Nel pomeriggio Brivonesi in persona, scortato da un drappello tedesco, tentò di calmare la situazione, ma invano: presentatosi al Deposito Marinai, fu accolto da una folla inferocita che gli squarciò le gomme dell'auto; similmente, la richiesta di Brivonesi ai marinai dell'arsenale di liberare i prigionieri tedeschi venne rispedita al mittente. La battaglia andò acquietandosi spontaneamente solo verso sera; gli ultimi colpi furono sparati intorno alle 21:50, quando le mitragliere della batteria antiaerea di Santo Stefano aprirono il fuoco su una motozattera tedesca obbligandola a incagliarsi sula costa, dove fu poi recuperata da un rimorchiatore.

## Conseguenze
La battaglia del 13 settembre era stata sanguinosa, con 24 morti e 46 feriti tra gli italiani mentre i tedeschi contarono 8 morti e 24 feriti; il capitano Avegno, caduto in combattimento, ricevette poi postumo l'onorificenza della Medaglia d'oro al valor militare. Circa 250 tedeschi furono presi prigionieri dagli italiani, e i tentativi di Brivonesi di ottenerne la liberazione furono infruttuosi; tramite negoziazioni con i tedeschi, ad ogni modo, l'ammiraglio riuscì a ottenere la completa libertà per gli ufficiali del Comando Marina e la sostituzione della guardia tedesca alla palazzina del comando con una di marinai italiani.
Nelle ultime ore del 13 settembre arrivò a La Maddalena un perentorio ultimatum di Lungerhausen nel quale si chiedeva, entro la mezzanotte, la rimozione degli otturatori dei cannoni di sette batterie italiane e la consegna delle relative postazioni a un presidio di truppe tedesche. Brivonesi prese tempo sostenendo di doversi consultare con il generale Basso, ma trasmise alle truppe l'ordine di tenersi pronte a sostenere un attacco tedesco nella mattina del 14 settembre. Nonostante lo smacco subito a La Maddalena, la posizione di Lungerhausen era stata rafforzata dalla cattura, nel pomeriggio del 13 settembre, della batteria di Monte Altura vicino Palau, il cui presidio italiano era infine capitolato dopo essere stato circondato dai carri armati tedeschi; le ultime batterie rimaste in mano agli italiani sulla costa sarda erano ora troppo lontane per contrastare eventuali assalti anfibi tedeschi a La Maddalena. Nessun attacco prese piede quel 14 settembre, ma la situazione a La Maddalena andò degenerando: su incitamento di alcuni dei loro ufficiali, numerosi militi della MILMART abbandonarono le batterie di artiglieria e si precipitarono a porto, cercando di lasciare l'isola con ogni mezzo di fortuna; reparti dell'esercito tentarono di contrastare questo esodo e rioccuparono la batteria Pes di Villamarina che era stata completamente abbandonata dalla MILMART, ma alla fine rimasero in ordine per personale e armamenti solo le batterie di Caprera e di Spargi.
Ad ogni modo, i tedeschi non diedero seguito a ulteriori attacchi a La Maddalena, anche perché ormai le loro operazioni di evacuazione dalla Sardegna erano in fase di completamento; il singolare "accordo di non belligeranza" tra italiani e tedeschi in Sardegna era stato del resto ribadito quello stesso 14 settembre in un incontro tra Lungerhausen e Basso a Tempio Pausania. Il 15 settembre il grosso dei militari tedeschi rimasti a La Maddalena lasciò l'isola imbarcandosi per Palau; tra di loro si trovavano anche i prigionieri catturati nella battaglia del 13 settembre, il cui rilascio era stato infine ottenuto dal comando italiano dopo lunghi negoziati. Il 16 settembre lasciarono l'isola anche gli ultimi ufficiali tedeschi rimasti al semaforo nonché i feriti ricoverati all'ospedale militare, salvo tre di loro che furono giudicati come non trasportabili e che furono lasciati alle cure degli italiani; i tre furono trasferiti in novembre ad Arzachena e quindi dimessi in dicembre, venendo internati in un campo di prigionieri di guerra fino alla conclusione delle ostilità. Gli ultimi reparti tedeschi lasciarono quindi il suolo sardo il 17 settembre.